# Blow-Up (soundtrack)
Blow-Up je soundtrack Herbieja Hancocka za film Michelangela Antonionija, Blow-Up, ki je izšel leta 1966 pri založbi MGM Records. Album vsebuje posnetke Hancocka, Freddieja Hubbarda, Joeja Newmana, Phila Woodsa, Joeja Hendersona, Jima Halla, Rona Carterja in Jacka DeJohnetta. Čeprav je kot organist na albumu zapisan Jimmy Smith, trdijo nekateri viri, da je orgle posnel Paul Griffin.
Notranje opombe izdaje iz leta 2000 trdijo, da je Hancock najprej posnel soundtrack v Londonu z britanskimi glasbeniki, a je soundtrack zavrnil in še enkrat posnel soundtrack v New Yorku, tokrat z ameriškimi jazzovskimi glasbeniki.
Album vsebuje tudi skladbo »Stroll On«, predelavo Bradshawove »Train Kept A-Rollin'«, ki jo je posnela skupina The Yardbirds, pri kateri sta takrat igrala Jeff Beck in Jimmy Page.
Mono miks albuma vsebuje nekoliko daljše verzije nekaterih skladb. Zgoščenka soundtracka vsebuje poleg Hancockovih skladb dve skladbi Lovin' Spoonful, ki so jih posneli britanski glasbeniki, in dve skladbi skupine Tomorrow. Zgoščenka vsebuje tudi alternativni posnetek skladbe »Bring Down the Birds« Basovsko linijo te skladbe so priredili Deee-Lite za njihov single »Groove is in the Heart«, ki je izšel leta 1990.

## Seznam skladb
Avtor vseh skladb je Herbie Hancock, razen kjer je posebej označeno.
| Št. | Naslov                      | Dolžina |
| --- | --------------------------- | ------- |
| 1.  | „Main Title from Blow Up‟   | 1:41    |
| 2.  | „Verushka (Part 1)‟         | 2:47    |
| 3.  | „Verushka (Part 2)‟         | 2:15    |
| 4.  | „The Naked Camera‟          | 3:27    |
| 5.  | „Bring Down the Birds‟      | 1:55    |
| 6.  | „Jane's Theme‟              | 5:02    |
| 7.  | „Stroll On‟ (The Yardbirds) | 2:49    |
| 8.  | „The Thief‟                 | 3:17    |
| 9.  | „The Kiss‟                  | 4:17    |
| 10. | „Curiosity‟                 | 1:35    |
| 11. | „Thomas Studies Photos‟     | 1:17    |
| 12. | „The Bed‟                   | 2:39    |
| 13. | „End Title Blow Up‟         | 0:52    |

## Glasbeniki
- Herbie Hancock − klavir, melodica
- Freddie Hubbard − trobenta
- Joe Newman − trobenta
- Phil Woods − altovski saksofon
- Joe Henderson − tenorski saksofon
- Jimmy Smith − orgle
- Paul Griffin − orgle
- Jim Hall − kitara
- Ron Carter − bas
- Jack DeJohnette − bobni

The Yardbirds
- Jeff Beck − kitara
- Jimmy Page − kitara
- Keith Relf − orglice, vokal
- Jim McCarty − bobni
- Chris Dreja − bas